# 금성 3호

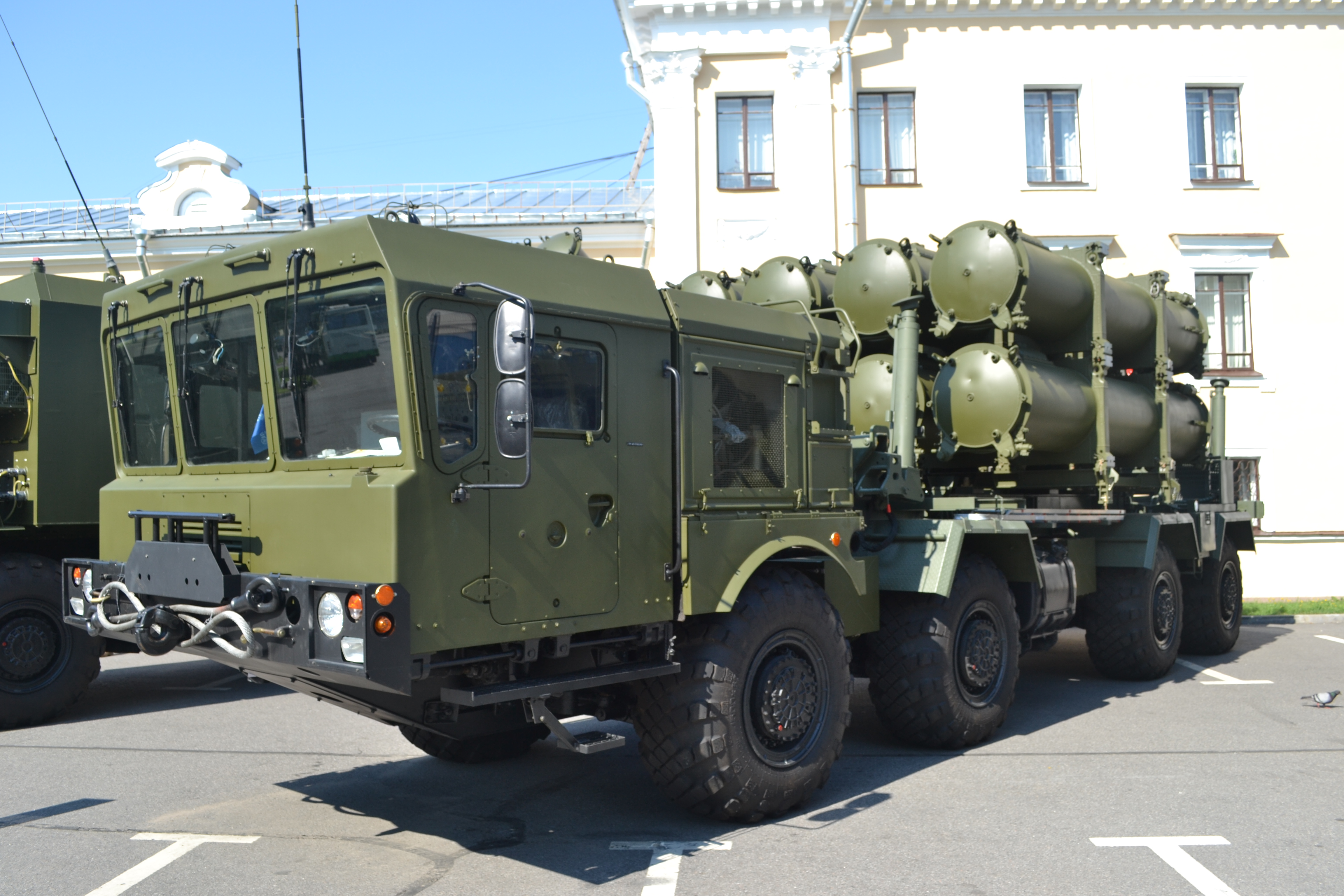
러시아 Kh-35 지대함 순항미사일

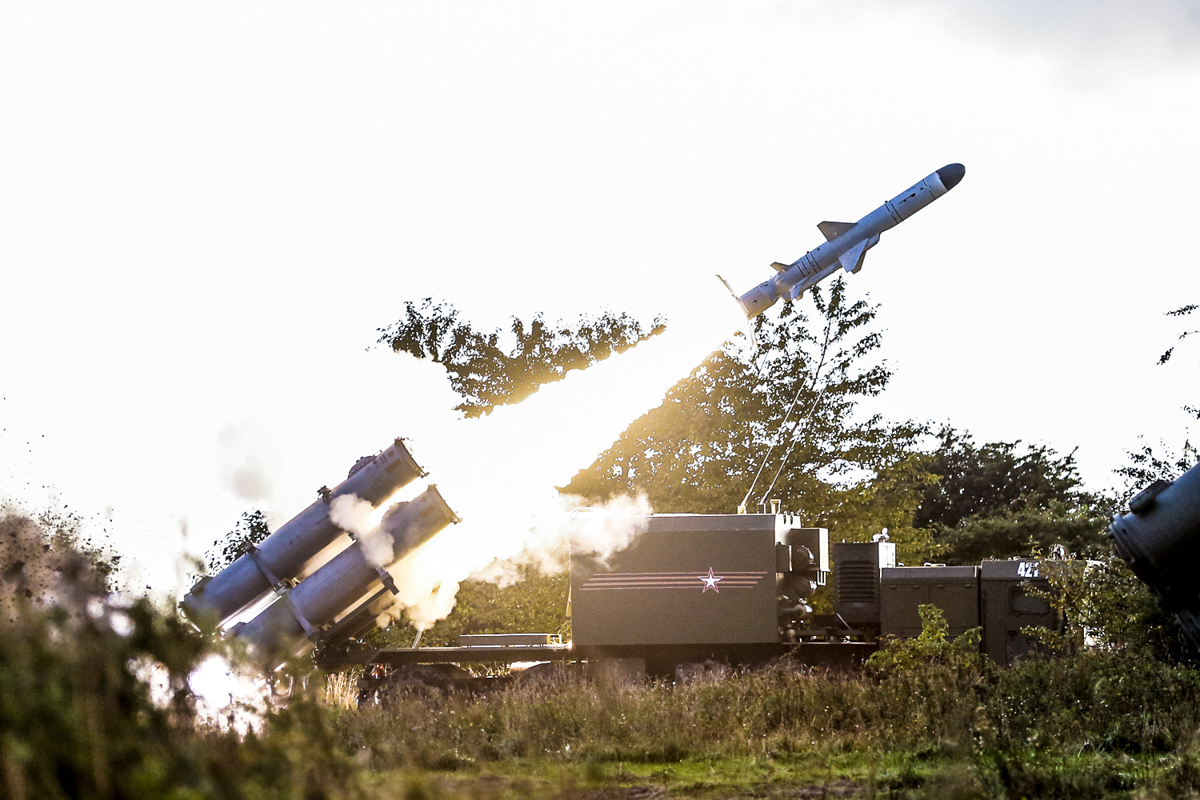
러시아 Kh-35 지대함 순항미사일

금성 3호는 북한의 순항미사일이다. 북한판 하푼이다.

## 역사
러시아 Kh-35 우란 미사일은 2003년에 실전배치되었다. 오늘날 Uran-E는 전세계에서 가장 비용대효과가 좋은 무기들 중 하나로 평가받는다. 발(Bal) 해안 미사일 시스템은 2008년에 실전배치되었다. 발 시스템은 4대의 발사대 차량으로 구성되며, 차량마다 8발의 우란 미사일을 탑재해, 32발을 동시발사할 수 있다. 발사대 차량들은 해안에서 최대 10 km까지 떨어져 배치가능하며, 사거리 120 km이다. 이후에 업그레이드를 하여 사거리 300 km Kh-35E 미사일을 탑재했다.
금성 3호는 Kh-35E '우란' 대함 미사일을 역설계한 것으로 2017년 미국 첩보위성에 의해 동해상에 포착된 바 있다. 해안 미사일 시스템으로, 발사대 차량에는 4발의 미사일이 탑재된다. 러시아의 8발과 차이가 있다.
배수량 5천톤급의 구축함 등 중대형 함정을 타격하기 위해 개발된 Kh-35는 최소 11가지의 파생형이 있다.
금성 3호는 2015년 농어급 스텔스 고속함에 장착됐다.
2016년 6월 8일부터 북한이 지대함 순항미사일을 시험발사했는데, 한국군은 KH-35E와 동일한 형상으로 분석했다.
2016년 11월 8일, NK뉴스는 북한 나진항에서 발견된 최신 초계함의 함수와 함미 사이에 금성-3호 대함미사일이 장착될 것 같다고 보도했다.
2017년 4월 15일, 김일성 생일 기념 열병식에 처음으로 4연발 금성 3호 차량이 공개되었다. 많은 시험발사가 있었는데, 최대 220 km까지 날아갔다.
금성 3호 미사일은 북한에 수출된 사거리 300 km 러시아제 3K24E '우란-E'나 3M24E 미사일로 추정되며, 서방에서는 KN-9으로 불리기도 하며 300mm 다연장 로켓 발사대에도 사용이 가능하다.

## 하푼스키
미국제 하푼 대함미사일과 유사해 '하푼스키'로 불리는 Kh-35는 길이 3.85m, 무게 480kg(탄두 중량 145kg), 직경 42cm, 속도는 마하 0.8이다. 북한 순항미사일도 Kh-35와 형상이 같아 제원도 거의 같을 것으로 분석된다. 북한의 금성 3호는 사거리 260 km Kh-35U를 카피한 것으로 추정되는데, Kh-35U는 지대지, 지대함 공격이 가능하다.
헌터 킬러 (영화)에서는 러시아 해군에 4연장 Kh-35가 등장한다. 북한의 4연장 금성 3호는 4열인데, 영화의 러시아 해군 모델은 2열로 된 4연장이다.

## 시험발사
2017년 6월 8일, 순항미사일을 발사했었다. 강원도 원산 일대에서 북동 방향으로 최고고도 약 2 km, 비행거리 약 200 km로 비행했다.
2020년 4월 14일, 오전 7시부터 40분 동안 강원도 문천 일대에서 동해상으로 단거리 순항미사일로 추정되는 발사체 수 발을 발사했다. 4월 15일은 김일성 생일인 태양절이다. 한국의 2020년 총선일이다.

## 지대지 미사일
2020년 4월 14일 발사와 관련, 류성엽 21세기군사연구소 전문연구위원은 "북한이 함선을 목표로 순항미사일을 쐈다면 유사시 미국 해군의 핵추진 항공모함을 타격하는 훈련으로 보인다"며 "공군 전투기가 지원하는 형식이었을 것"이라고 분석했다. 그러나, 북한은 서울과 부산을 공격하는 탄도 미사일, 방사포를 모두 동해상으로 시험발사한다. 따라서, 순항미사일을 동해로 발사했다고 미국 항공모함을 타격하려는 것으로 추정된다는 것은 정확하지 않은 판단일 수 있다. 금성 3호의 원모델인 러시아 Kh-35 우란 미사일은, 오직 대함미사일은 아니고, 지상 목표물 공격도 가능하다.

## 핵탄두

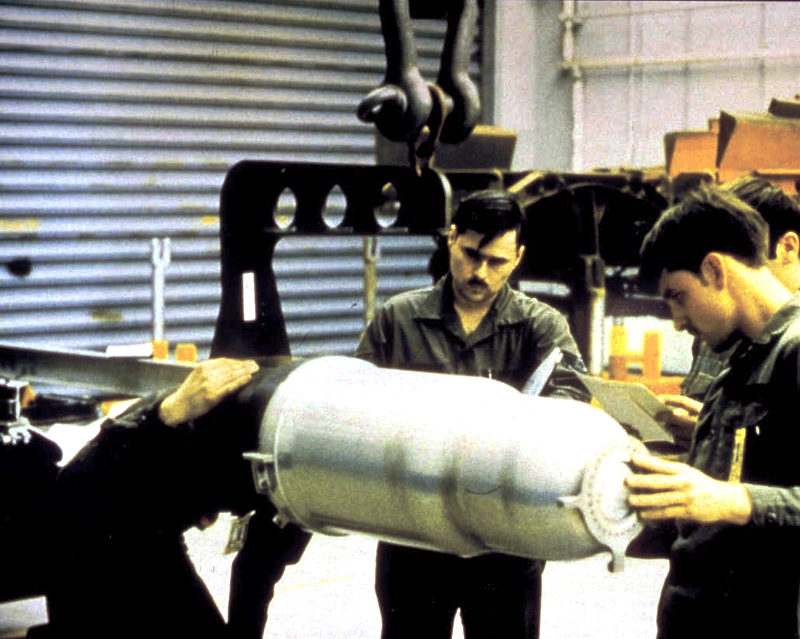
W80 핵탄두

북한이 금성 3호에 핵탄두를 장착했다는 보도는 없다. 미국 AGM-84 하푼, 프랑스 엑조세, 러시아 Kh-35에도 핵탄두를 장착했다는 보도는 없다. 그러나 이스라엘이 미국산 하푼에 장착하기 위한 핵탄두를 설계했다는 보도는 있다.
2003년 10월 12일 로스엔젤레스 타임스는 부시 행정부의 고위 관료 2명이 이스라엘이 돌핀급 잠수함에서 발사되는 미국산 하푼 미사일을 개조해서 핵탄두를 탑재했다고 말했다고 보도했다. 이스라엘은 100발 이상의 하푼 미사일을 구매했다. 하푼을 제작하는 보잉사 대변인 Robert Algarotti는 보잉이 하푼에 핵탄두를 탑재하려는 연구를 한 적이 없다고 말했다. 그러나 미국의 핵무기 전문가들은 무게 220 kg 정도의 핵탄두를 사거리 100 km 하푼에 탑재할 수도 있다고 한다.
- AGM-84E SLAM, 무게 627 kg, 사거리 93 km, 탄두중량 221 kg
- AGM-84F, 무게 635 kg, 사거리 315 km, 탄두중량 221 kg
- AGM-84H/K SLAM-ER, 무게 725 kg, 사거리 280 km, 탄두중량 360 kg, F-15K 슬램이글에 장착
- W80 핵탄두, 무게 130 kg, 폭발력 150 kt
- W84 핵탄두, 무게 176 kg, 폭발력 150 kt

미국 토마호크 미사일에 탑재하는 W80 핵탄두는 직경 300 mm, 무게 130 kg, 폭발력 150 kt이다. 단순한 외양의 크기만으로 보면, 금성 3호에 W80 핵탄두 탑재가 가능할 것으로 보인다.

## 비교
| 모델            | 국가                   | 직경   | 발사중량 | 탄두중량 | 사거리   | 실전배치 |
| --------------- | ---------------------- | ------ | -------- | -------- | -------- | -------- |
| R-360 넵튠      | 우크라이나             |        | 870 kg   | 150 kg   | 300 km   | 2021년   |
| 엑조세          | 프랑스                 | 348 mm | 780 kg   | 165 kg   | 200 km   | 1975년   |
| 하푼            | 미국                   | 340 mm | 693 kg   | 231 kg   | 310.2 km | 1977년   |
| SSM-700K 해성   | 대한민국               | 540 mm | 718 kg   | 250 kg   | 200 km   | 2006년   |
| Kh-35           | 러시아                 | 420 mm | 610 kg   | 145 kg   | 300 km   | 2003년   |
| 금성 3호(KN-19) | 조선민주주의인민공화국 |        |          | 145 kg   | 250 km   | 2003년   |

## 제원 (Kh-35U)
- 길이:
  - 4.4 m (14 ft) 구축함, 트럭, 헬기
  - 3.85 m (12.6 ft) 전투기
- 직경: 0.42 m (17 in)
- 날개폭: 1.33 m (4.4 ft)
- 무게:
  - 670 kg (1,480 lb) 구축함, 트럭
  - 550 kg (1,210 lb) 전투기
  - 650 kg (1,430 lb) 헬기
- 사거리: 7–260 km
- 시커 탐지거리: 50 km
- 속도: 마하 0.8-0.85
- 순항고도: 10-15 m
- 종말고도: 4 m
- 탄두: 145 kg (320 lb) penetrating HE frag

## 같이 보기
- Kh-35